# Revue Bénédictine
A Revue Bénédictine é uma revista académica semestral revisada por pares publicada desde 1884 na Abadia de Maredsous pela Ordem de São Bento e Brepols. O jornal cobre a história da igreja e os escritos da igreja (em inglês, francês, italiano e alemão), bem como textos primários. Os primeiros seis volumes foram publicados sob o título Le Messager des fidèles (1884-1889). A revista é tratada e indexada no Scopus.